# Kościół Niepokalanego Poczęcia Najświętszej Maryi Panny w Drelowie
Kościół Niepokalanego Poczęcia Najświętszej Maryi Panny w Drelowie – kościół parafialny Niepokalanego Poczęcia Najświętszej Maryi Panny w Drelowie.

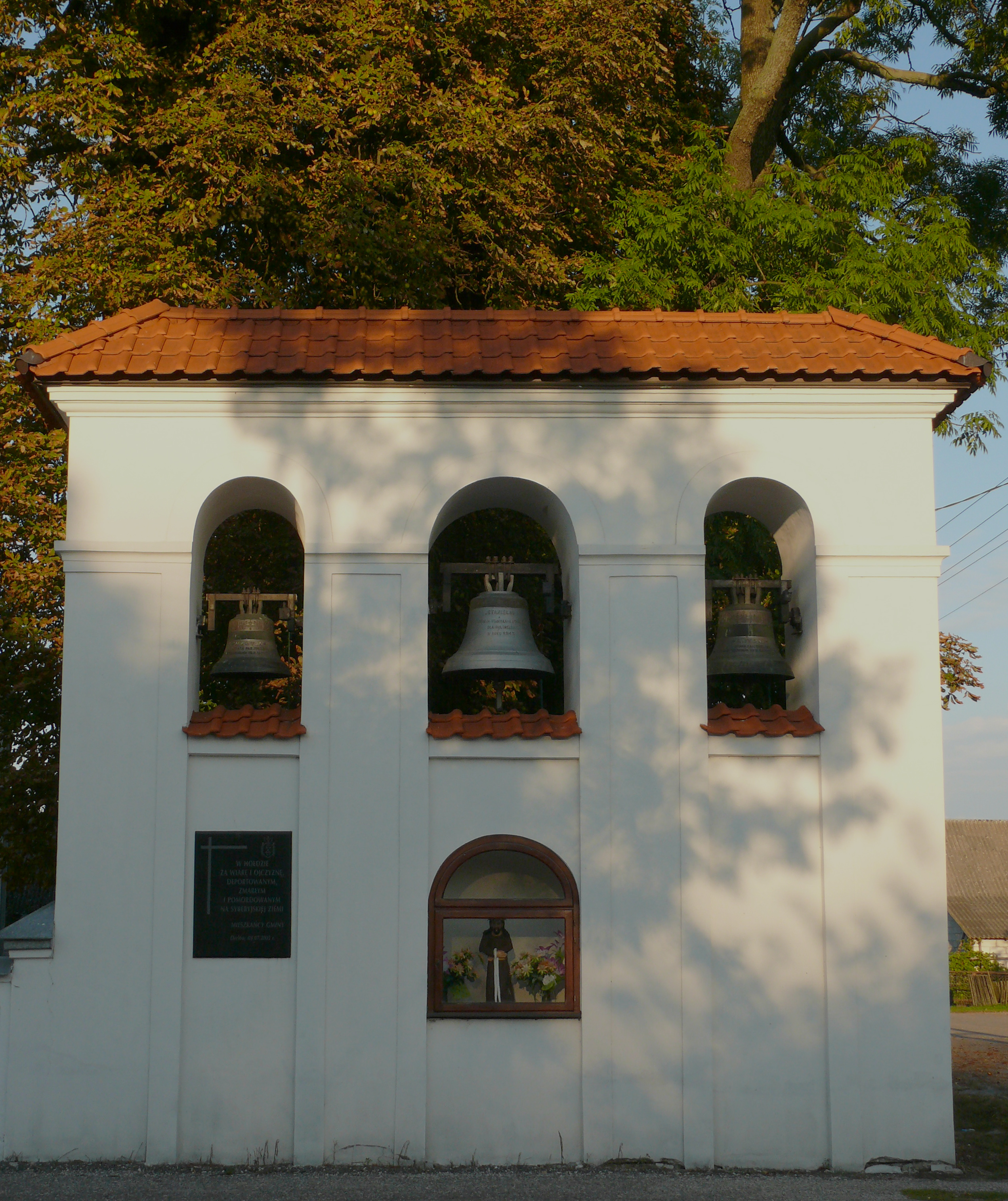
Dzwonnica

Kościół murowany wzniesiony w latach 1835–1841 z fundacji księcia Konstantego Czartoryskiego. Pierwotnie była to cerkiew unicka. Po kasacie unickiej diecezji chełmskiej została zaadaptowana na cerkiew prawosławną, a w roku 1919 obiekt został zrewindykowany na rzecz Kościoła katolickiego. Świątynia ponownie służyła jako cerkiew prawosławna w latach 1940–1944.
Budowla w stylu klasycystycznym.
Parafia rzymskokatolicka erygowana została w roku 1919.